# 仁保津站
仁保津站（日语：／ Nihozu eki */?）是位於山口縣山口市小郡上鄉仁保津上，西日本旅客鐵道（JR西日本）的山口線車站。

## 歷史
- 1972年（昭和47年）4月10日 - 國鐵山口線上鄉至大歲之間設置仁保津臨時乘降場[1]。
  - 當時車站位於山口縣吉敷郡小郡町（日语：小郡町）上鄉仁保津上。
- 1987年（昭和62年）4月1日：伴隨國鐵分割民營化，車站由西日本旅客鐵道（JR西日本）營運[2]。同時升級至車站。
- 2005年（平成17年）10月1日：隨著山口市（第三次）成立，車站地址變成現時的地址。

## 車站構造
車站是一座地面車站，設有1面1線的單式月台。此站是由新山口站管理的無人車站。車站靠近新山口站一方設有簡單車站大樓，大樓內設有自動售票機和時間表。月台使用鋼架建造。此站沒有廁所。

## 利用狀況
以下為近年的乘車人次列表：
| 年度 | 1日平均 乘車人次 |
| ---- | ---------------- |
| 1999 | 381              |
| 2000 |                  |
| 2001 | 371              |
| 2002 | 345              |
| 2003 | 356              |
| 2004 | 297              |
| 2005 | 290              |
| 2006 | 288              |
| 2007 | 292              |
| 2008 | 289              |
| 2009 | 281              |
| 2010 | 303              |
| 2011 | 331              |
| 2012 | 352              |
| 2013 | 362              |
| 2014 | 334              |
| 2015 | 383              |
| 2016 | 392              |
| 2017 | 385              |
| 2018 | 387              |
| 2019 | 392              |

## 車站周邊
車站位於舊小郡町北端，鄰近國道9號和椹野川。國道北邊設有農田。
- 中國自動車道 小郡交匯處（日语：小郡インターチェンジ (中国自動車道)）
- 山口縣立山口農業高等學校（日语：山口県立山口農業高等学校）
- 山口縣流通中心
- Cleanup山口陳列室
- JRAWins小郡（日语：ウインズ小郡）（場外投注站）

## 巴士路線
車站步行2分鐘至國道9號上設有「仁保津站前」巴士站。
- 防長交通
  - 福岡·防府·周南Liner（日语：福岡・防府・周南ライナー） 前往博多巴士總站（日语：博多バスターミナル）
  - 新山口、湯田溫泉、山口市街、宮野、仁保

## 相鄰車站
西日本旅客鐵道（JR西日本）
■山口線
■快速「通勤Liner」
通過
■普通
上鄉－仁保津－大歲

## 注腳
1. 1 2  歴史でめぐる鉄道全路線 国鉄・JR 7号、14頁
2. ↑  歴史でめぐる鉄道全路線 国鉄・JR 7号、15頁
3. ↑  山口県統計年鑑 （页面存档备份，存于）（日語） - 山口縣

## 外部連結
- 仁保津｜車站資訊：JR出門網 - 西日本旅客鐵道（日語）